# Josh Katz
Joshua Katz (29 de diciembre de 1997) es un deportista australiano que compite en judo. Ha ganado 11 títulos de Oceanía y 12 títulos australianos hasta febrero de 2024. También ganó la medalla de bronce de la Juegos de la Mancomunidad de 2022 y la medalla de plata de los Campeonato Panamericano y de Oceanía de Judo de 2023.

## Vida personal
Nació el 29 de diciembre de 1997 en Baulkham Hills, Nueva Gales del Sur, Australia, en una familia judía. Su madre es la exyudoca Kerrye Katz, quien compitió en los Juegos Olímpicos de Seúl 1988, cuando el judo era un evento de demostración para mujeres, y quedó en séptimo lugar; también ganó el Campeonato de Judo de Oceanía de 1985 en -66k y 11 campeonatos nacionales australianos. Su padre, Robert, fue yudoca en el equipo nacional australiano y entrenador nacional de judo de Australia tanto en los Juegos Olímpicos de Seúl de 1988 como en los Juegos Olímpicos de Río de Janeiro de 2016. Su hermano mayor, Nathan Katz, también compitió por Australia en judo en los Juegos Olímpicos de Río. Los dos hermanos han sido compañeros de entrenamiento desde que eran niños.
Su escuela secundaria fue William Clarke College, en Kellyville. Estudió ciencias del deporte y el ejercicio y gestión deportiva en la Universidad de Camberra y asistió a la Universidad La Trobe, donde estudió una licenciatura en Ciencias del Ejercicio. También vivió en Northmead, y se mudó a Melbourne en 2022 para entrenar en el recién inaugurado centro de entrenamiento nacional. Mide 167 cm (5 pies 6 pulgadas) de alto y pesa 60 kg (132 libras).

## Carrera de judo
Su club de judo es el Budokan Judo Club, en Castle Hill (Nueva Gales del Sur), y su entrenador es su hermano Nathan Katz. Había ganado 11 títulos de Oceanía y 12 títulos australianos hasta febrero de 2024. También ganó la medalla de bronce de los Juegos de la Mancomunidad de 2022 y la medalla de plata del Campeonato Panamericano y de Oceanía de Judo de 2023.

### Primeros años; campeonatos nacionales y de Oceanía
Ganó los campeonatos nacionales australianos juveniles de judo de 2013 y 2014 y los campeonatos nacionales australianos de judo de 2015, 2017, 2019 y 2022. También ganó los Campeonatos Juveniles de Judo de Oceanía de 2012, 2013, 2014 y 2015. Ganó el Campeonatos de Oceanía de Judo de 2015, 2016, 2017 y 2018. También fue nombrado Niño Juvenil del Año de Nueva Gales del Sur 2010 y recibió el Premio al Joven Triunfador del Hills Shire Times 2010.

### Juegos Olímpicos de Río de Janeiro 2016
Compitió en los Juegos Olímpicos de Río de Janeiro 2016 en la prueba masculina de 60 kg a los 18 años, meses después de terminar la escuela secundaria. Fue eliminado en la segunda ronda por Diyorbek Urozboyev de Uzbekistán, quien ganó la medalla de bronce y quedó en el puesto 17 del torneo. Fue el yudoca australiano más joven en competir en unos Juegos Olímpicos, y también fue el yudoca más joven de cualquier nación en esos Juegos. Él y su hermano Nathan se convirtieron en los primeros hermanos en competir en judo por Australia en los mismos Juegos Olímpicos. Compitiendo en Río, sufrió una rotura de ligamentos del hombro.

### 2017-23
Ganó la Copa ACT Junior de Canberra 2017. Ganó la medalla de oro en el Abierto de Oceanía de Perth de 2018, ganó una medalla de plata en el Abierto de Asia de Hong Kong de 2018 y ganó una medalla de bronce en la Copa de Europa Senior de Málaga de 2018.
En 2021, no formó parte del equipo olímpico australiano para los Juegos Olímpicos de Tokio porque estaba lesionado. Luego se rompió la pierna en septiembre de 2022 y también se sometió a una cirugía de hombro en 2022.
Compitiendo en judo en los Juegos de la Mancomunidad de 2022 en los 60 kg masculinos en Birmingham, en agosto, ganó una medalla de bronce, después de no haber competido durante seis meses debido a lesiones. En 2022 también ganó el campeonato nacional australiano, una medalla de bronce en el Abierto Europeo en febrero en Sarajevo, Bosnia y Herzegovina; una medalla de plata en el Abierto Europeo en febrero en Varsovia, Polonia, y una medalla de bronce en el Campeonato Panamericano y de Oceanía de Judo de 2022 en abril en Lima, Perú. En noviembre de 2022, en una competición, sufrió una lesión en el tendón y articulación del codo, requiriendo cirugía y poniendo fin a su temporada.
Se sometió a una segunda cirugía de hombro en marzo de 2023. En septiembre de 2023, compitiendo en el Campeonato Panamericano y de Oceanía de Judo de 2023 en Calgary, Canadá, ganó una medalla de plata.

### 2024-presente; Juegos Olímpicos de París
En enero de 2024, Katz sufrió una rotura total del ligamento cruzado anterior de la rodilla.
En los Campeonatos Panamericanos y de Oceanía de abril de 2024 regresó a la competencia y quedó en quinto lugar. El 8 de junio de 2024, al ganar una medalla de plata en el Abierto Africano de Abiyán de 2024 en Costa de Marfil, se clasificó para los Juegos Olímpicos de París 2024.
En julio de 2024 compitió nuevamente en los Juegos Olímpicos de París 2024 en la categoría de 60 kg masculino y fue derrotado en la primera ronda, 1-0.

## Palmarés internacional
| Campeonato de Oceanía                | Campeonato de Oceanía | Campeonato de Oceanía | Campeonato de Oceanía |
| Año                                  | Lugar                 | Medalla               | Categoría             |
| ------------------------------------ | --------------------- | --------------------- | --------------------- |
| 2015                                 | Païta (Francia)       | Medalla de oro        | –60 kg                |
| 2016                                 | Canberra (Australia)  | Medalla de oro        | –60 kg                |
| 2017                                 | Nukualofa (Tonga)     | Medalla de oro        | –60 kg                |
| 2018                                 | Numea (Francia)       | Medalla de oro        | –60 kg                |
| Campeonato Panamericano y de Oceanía |                       |                       |                       |
| Año                                  | Lugar                 | Medalla               | Categoría             |
| 2022                                 | Lima (Perú)           | Medalla de bronce     | –60 kg                |
| 2023                                 | Calgary (Canadá)      | Medalla de plata      | –60 kg                |